# Wyższa Szkoła Technologii Informatycznych w Katowicach
Wyższa Szkoła Technologii Informatycznych w Katowicach (WSTI) – niepubliczna szkoła wyższa z siedzibą w Katowicach przy ulicy A. Mickiewicza 29 (wieżowce Stalexport). 
Uczelnia prowadzi 3,5-letnie studia inżynierskie  oraz 2 letnie studia magisterskie na kierunku Informatyka, oraz 3,5-letnie studia licencjackie na kierunku Grafika. Studenci uczelni mają możliwość kształcenia się w trybie dziennym oraz zaocznym.
Studenci informatyki I stopnia, uczą się w następujących specjalnościach:
- Inżynieria oprogramowania
- Technologie internetowe i sieci komputerowe
- Mechatronika i robotyka
- Grafika komputerowa i budowa multimedialnych serwisów internetowych
- Marketing internetowy

Studenci Informatyki II stopnia, uczą się w następujących specjalnościach:
- Bezpieczeństwo sieci i systemów teleinformatycznych
- Inżynieria Oprogramowania

Studenci kierunku Grafika, uczą się w następujących specjalnościach:
- Projektowanie graficzne
- Projektowanie gier i rzeczywistości wirtualnej
- UX Design – projektowanie użyteczności
- Multimedia

Uczelnia prowadzi też studia podyplomowe na kierunkach:
- Autocad – projektowanie w środowisku 2D i 3D
- Fotografia i cyfrowa edycja obrazu
- Animacja 3D i cyfrowa edycja wideo w grafice reklamowej
- Administracja siecią komputerową CISCO
- Administracja siecią komputerową Microsoft
- Administracja siecią komputerową GNU/Linux
- Komputerowa grafika wydawnicza i reklamowa
- Wirtualizacja systemów informatycznych w oparciu o MS Hyper-V oraz vMware vSphere
- Systemy wymiany informacji w oparciu o MS Exchange, MS Sharepoint oraz Postfix

WSTI należy także do programu Socrates-Erasmus. Uczelnią partnerską jest University College Vitus Bering Denmark.